# Philonotion spruceanum
Philonotion spruceanum är en kallaväxtart som beskrevs av Heinrich Wilhelm Schott. Philonotion spruceanum ingår i släktet Philonotion och familjen kallaväxter. Inga underarter finns listade.